# Nordmannia persica
Nordmannia persica är en fjärilsart som beskrevs av Riley 1939. Nordmannia persica ingår i släktet Nordmannia och familjen juvelvingar. Inga underarter finns listade i Catalogue of Life.